# Endasys stictogastris
Endasys stictogastris là một loài tò vò trong họ Ichneumonidae.